# Cécile (Roman)
Cécile ist ein Roman von Theodor Fontane. Er behandelt das Schicksal einer Frau, die immer wieder von ihrer Vergangenheit eingeholt wird und schließlich daran zerbricht.
Der Roman entstand in den Jahren 1884 bis 1886 und erschien erstmals als Fortsetzungsroman von April bis September 1886 in der Zeitschrift Universum. Die erste Buchausgabe erschien im folgenden Jahr bei Emil Dominik in Berlin.

## Inhalt

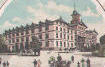
Hotel Zehnpfund

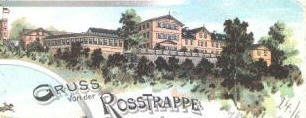
Hotel zur Rosstrappe

Der Leser begegnet den Protagonisten, Cécile von St. Arnaud, einer jungen, schönen und offenbar nervenkranken Frau, und ihrem Gatten Pierre, einem Oberst a. D., der bereits weit über 50 Jahre alt ist, zum ersten Mal, als sie von ihrem Wohnsitz Berlin aus eine Urlaubsreise in das Hotel Zehnpfund in Thale im Harz unternehmen. Dort lernt das Paar schnell den weitgereisten Zivilingenieur Robert von Gordon kennen, mit dem es verschiedene Ausflüge unternimmt. Schon bei der ersten Unternehmung dieser Art, die die Gesellschaft auf die Aussichtsterrasse des Hotels zur Rosstrappe führt, muss Gordon feststellen, dass die schöne Cécile merkwürdig ungebildet ist – sie verrät sich in einem Gespräch mit der Malerin Rosa Hexel, deren Bekanntschaft man bei dieser Partie macht. Ein weiterer Ausflug, diesmal nach Quedlinburg, wo Schloss und Abteikirche besichtigt werden, gibt ihm weitere Rätsel auf: Die junge Dame hat ganz offensichtlich noch nie etwas von Klopstock, dessen Geburtshaus man passiert, gehört, und erleidet in der Galerie des Schlosses eine Art Schwächeanfall, als man über die anstößige Entstehungsgeschichte der meisten Bildersammlungen, die schöne junge Damen zum Gegenstand haben, plaudert.
Da ihn die junge Frau lebhaft interessiert, schreibt er noch am gleichen Abend einen Brief an seine Schwester Klothilde, die, so hofft er, ihn über die Vorgeschichte der St. Arnaudschen Ehe aufklären kann.

Pfeildenkmal zur Zeit der Romanhandlung

Ein weiterer Ausflug führt die Gesellschaft nach Altenbrak. Während der Oberst mit zwei weiteren neuen Bekannten, dem Privatgelehrten Eginhard aus dem Grunde und einem pensionierten Geistlichen, den Weg zu Fuß zurücklegt, reiten Cécile und Gordon auf zwei Eseln. Unterwegs sorgt ein Kuckuck, der auf die Frage Gordons, wie viele Jahre er noch zu leben hat, nur ein einziges Mal ruft, für Verstimmung. Wenig später passieren die beiden das Jagdschloss Todtenrode, und Gordon kann ein weiteres Mal feststellen, dass Cécile auf die Erwähnung sittenwidriger Umstände in Adelskreisen empfindlich reagiert. Doch kurz darauf, als man in Altenbrak auch die Malerin Rosa wiedertrifft und sich dann zum Mittagessen mit den Wanderern im Gasthof zum Rodenstein vereint, sind diese kritischen Momente wieder vergessen. Den Rückweg legen Cécile, ihr Mann und Gordon zu Pferde zurück. Obwohl Cécile fröstelt und müde ist, macht St. Arnaud einen Abstecher zum Denkmal des Forstwissenschaftlers Pfeil, während Gordon bei der jungen Frau bleibt.

„‚Lockt Sie’s nicht auch?‘, fragte Cécile mit einem Anfluge von Spott und bitterer Laune. ‚St. Arnaud sieht mich frösteln und weiß, dass ich die Minuten zähle. Doch was bedeutet es ihm?‘

‚Und ist doch sonst voll Aufmerksamkeit und Rücksichtnahme.‘

‚Ja‘, sagte sie langsam und gedehnt. Und eine Welt von Verneinung lag in diesem Ja. Gordon aber nahm ihre lässig herabhängende Hand und hielt und küsste sie, was sie geschehen ließ.“

Anderntags muss Gordon, durch ein Telegramm informiert, aus beruflichen Gründen plötzlich abreisen. Im Zug rätselt er darüber, warum ein Wiedersehen mit Cécile untunlich sein sollte, ist sich aber sicher, dass es besser wäre, wenn er sie nicht wieder träfe: „Was sie von mir erwartet, sind Umwerbungen, Dienste, Huldigungen. Und Huldigungen sind wie Phosphorhölzer, eine zufällige Friktion und der Brand ist da.“ Dennoch schreibt er wenig später einen Brief an Cécile, versucht sie auch, da er von den Sommerplänen der St. Arnauds weiß, in ihrem Urlaubsquartier an der Nordsee aufzufinden, was aber nicht gelingt, und macht sich schließlich, nach Berlin zurückgekehrt, auf, um sie in ihrer Wohnung am Hafenplatz aufzusuchen. Dies gelingt erst bei einem zweiten Versuch. Er lernt bei dieser Gelegenheit den Hofprediger Dörffel kennen, einen Vertrauten der jungen Frau, dem gegenüber sie, als Gordon seine Visite beendet hat, ihre Befürchtungen ausspricht: „Er [Gordon] weiß nichts von der Tragödie, die den Namen St. Arnauds trägt, und weiß noch weniger von dem, was zu dieser Tragödie geführt hat. Aber auf wie lange noch? Er wird sich rasch hier wieder einleben, alte Beziehungen anknüpfen und eines Tages wird er alles wissen. Und an demselben Tage …“ Cécile hat eine düstere Vorahnung und meint: „Ach, mein Freund, suchen wir ihn nicht zu halten, wir halten ihn nicht zu seinem und meinem Glück.“ Dörffel versucht sie zu beruhigen, was ihm denn auch einigermaßen gelingt.
Während aus diesen Andeutungen für den Leser klar hervorgeht, dass wirklich eine ungewöhnliche Vorgeschichte vorliegen muss, beruhigt sich Gordon in einem Selbstgespräch: „Ich glaube jetzt klar zu sehen. Sie war sehr schön und sehr verwöhnt, und als der Prinz, auf den mit Sicherheit gerechnet wurde, nicht kommen wollte, nahm sie den Obersten. Und ein Jahr später war sie nervös, und zwei Jahre später war sie melancholisch. Natürlich, ein alter Oberst ist immer zum Melancholischwerden. Aber das ist auch alles.“
In den nächsten Wochen verkehrt Gordon regelmäßig im Hause St. Arnaud und lernt die dort häufiger versammelte, nicht sehr angenehme Gesellschaft kennen. Rosa, die ebenfalls zu den regelmäßigen Gästen gehört, bestätigt ihn in seinem Verdacht, dass Céciles Ehe nicht allzu glücklich ist. Auch Rosa sagt indirekt eine Katastrophe voraus: „Gebe Gott, dass es ein gutes Ende nimmt.“
Wenig später erhält Gordon den lang erwarteten Brief seiner Schwester Klothilde. Diese teilt ihm mit, dass St. Arnaud sich vor vier Jahren mit Cécile Woronesch von Zacha verlobt und daraufhin ein Duell zu bestehen gehabt hat, da man ihm mitgeteilt hat, diese Verlobung sei nicht gut angängig. Denn Cécile hat eine Vorgeschichte: Sie wurde in sehr jungen Jahren, nachdem sich ihr Vater aus Geldnot erschossen hatte, zur Vorleserin der Fürstin von Welfen-Echingen ernannt – pro forma, denn in Wirklichkeit wurde sie zur Geliebten des alten Fürsten. Nach dessen Ableben blieb sie in der gleichen Funktion bei dessen Neffen auf Schloss Cyrillenort. Nachdem auch dieser Neffe ziemlich bald das Zeitliche gesegnet hatte, hätte sie einen Kammerherrn heiraten sollen, zog aber zurück zu ihrer Mutter, wo St. Arnaud sie kennenlernte.
Nachdem diese Vergangenheit als Fürstengeliebte offengelegt ist, kann sich Gordon auch Céciles seltsame Reaktionen bei der Erwähnung von Lustschlössern etc. erklären. Schockiert, wie er ist, verzichtet er für ein paar Tage auf seine Besuche am Hafenplatz, dann aber spricht er doch wieder bei Cécile vor. Sie bemerkt, dass seine Haltung ihr gegenüber verändert ist, und im Laufe ihres Gesprächs beschwört sie ihn, gewisse Grenzen nicht zu überschreiten: „[…] ich will es, dass diesen Huldigungen eine bestimmte Grenze gegeben werde. Das habe ich geschworen, fragen Sie nicht wann und bei welcher Gelegenheit, und ich will diesen Schwur halten, und wenn ich darüber sterben sollte.“ Kurz darauf bittet sie ihn sogar brieflich, entweder zu seinem früheren Ton zurückzufinden oder aber den Kontakt abzubrechen – ohne zu wissen, dass er inzwischen  ihre Vorgeschichte erfahren hat.
Wieder erreicht ihn in diesem brisanten Moment ein Telegramm und rettet die Situation vorläufig. Gordon ist mehrere Monate auf Reisen, schreibt, wie beim vorigen Mal, einen Brief an Cécile, erhält aber, ebenfalls wie beim vorigen Mal, keine Antwort. Im November kehrt er nach Berlin zurück. Gleich am ersten Abend geht er, um sich die Zeit zu vertreiben, in die Oper. Doch genau diese Tannhäuseraufführung besucht auch Cécile, und zwar in Begleitung des zynischen Geheimrats Hedemeyer, den Gordon schon bei seinen Besuchen am Hafenplatz als unangenehmen Zeitgenossen empfunden hat. Voller Eifersucht sucht er Cécile in der ersten Pause in ihrer Loge auf, und es kommt zu einem spitzen Wortgeplänkel mit Hedemeyer. Als Gordon wahrnimmt, dass Cécile und der Geheimrat während des zweiten Akts das Opernhaus verlassen, bricht er ebenfalls auf, um unverzüglich am Hafenplatz zu erscheinen. Cécile ist empört: „Sie […] sind eifersüchtig aus Überheblichkeit und Sittenrichterei. Da liegt es. Sie haben eines schönen Tages die Lebensgeschichte des armen Fräuleins von Zacha gehört  […] diese Lebensgeschiche, so wenigstens glauben Sie, gibt Ihnen ein Anrecht auf einen freieren Ton, ein Anrecht auf Forderungen und Rücksichtslosigkeiten […] Ich habe nicht den Anspruch, den andre haben. Ich will ihn aber wieder haben […]“ Doch Gordon ist in diesem Moment nicht in der Lage, Céciles Appell nachzukommen, und stürzt verwirrt aus der Wohnung.
Anderntags lässt sich St. Arnaud, der durch Hedemeyer von dem Vorfall erfahren hat, von Cécile bestätigen, dass sie Gordon keinen Anlass gegeben hat, sich Freiheiten herauszunehmen. Empört über die Anmaßung des Ingenieurs schickt er ihm einen barschen Brief, dessen Folgen ihm klar sind: Gordon wird ihn zum Duell fordern müssen.
Er hat richtig gerechnet. Man einigt sich darauf, die Sache im sächsischen Dresden auszutragen, und Cécile ahnt schon in dem Moment, in dem sie Gordons Abschiedsbrief empfängt, was sich dann auch bewahrheiten soll: Die Bitten um Verzeihung sind Gordons letzte Worte.
St. Arnaud setzt sich, um nach diesem zweiten Rencontre seiner Laufbahn einer weiteren Festungshaft zu entgehen, nach Mentone ab, wohin er Cécile nachkommen lassen will. Doch wenige Tage später muss er von Dörffel erfahren, dass die junge Frau sich das Leben genommen hat. In ihren letzten Verfügungen ist zu lesen: „Ich wünsche nach Cyrillenort übergeführt und auf dem dortigen Gemeindekirchhofe, zur Linken der fürstlichen Grabkapelle, beigesetzt zu werden. Ich will der Stelle wenigstens nahe sein, wo die ruhen, die in reichem Maße mir das gaben, was mir die Welt verweigerte: Liebe und Freundschaft, und um der Liebe willen auch Achtung […] Vornehmheit und Herzensgüte sind nicht alles, aber sie sind viel.“

## Cécile – eine unzeitgemäße Frau
„[…] die großen Fragen interessieren mich nicht, und ich nehme das Leben, auch jetzt noch, am liebsten als ein Bilderbuch, um darin zu blättern. Über Land fahren und an einer Waldecke sitzen, zusehen, wie das Korn geschnitten wird und die Kinder die Mohnblumen pflücken, oder wohl auch selber hingehen und einen Kranz flechten und dabei mit kleinen Leuten von kleinen Dingen reden, einer Geis, die verlorenging, oder von einem Sohn, der wiederkam, das ist meine Welt […]“

So charakterisiert sich Cécile selbst einmal, und passend zu dieser Selbsteinschätzung verhält sie sich in verschiedenen Situationen. Wird von Themen gesprochen, die über ihren Horizont hinausgehen und nicht unmittelbar sie selbst betreffen, sieht sie gleich abgespannt und desinteressiert aus und reagiert mitunter sogar recht ungehalten, indem sie sich etwa mehr oder weniger demonstrativ mit dem Hund Boncœur beschäftigt oder auch direkt in das Gespräch eingreift. Sie verkörpert damit ein Frauenbild, das der Zeit, in der sie lebt, nicht mehr entspricht: die schöne Dame, die von ihren Rittern verwöhnt wird und Huldigungen entgegennimmt.
Sowohl St. Arnaud als auch Gordon sehen dies einerseits ein, handeln aber andererseits nicht immer danach. Bedingungslose Huldigungen bringt Cécile nur einerseits die Natur entgegen, indem sie ihr nicht nur den Neufundländer Boncœur als „Ritter“ an die Seite stellt, sondern sie auch mit Rosenblättern oder Schmetterlingsschwärmen „verwöhnt“, andererseits ihre Geschlechtsgenossin Rosa, die nicht von ungefähr beim Schmerlenessen in Altenbrak als letzte an die Reihe kommt, einen Reim zu finden, und Cécile mit einem huldigenden Kuss als „Perle“ apostrophiert.
Rosa Hexel verkörpert, wie auch die Baronin von Snatterlöw, die im Hause St. Arnaud verkehrt, oder Marietta Trippelli in „Effi Briest“, ein neues Frauenbild: Sie ist emanzipiert und selbstständig, kann bei allen Themen mitreden, schert sich nicht allzu sehr um gesellschaftliche Konventionen – und hat damit für die Männerwelt keinerlei erotischen Reiz mehr. Gordon sagt einmal sinngemäß, man könne mit ihr um die ganze Welt reisen, und es werde doch zu keiner Annäherung kommen.
Sind aber Damen des alten Stils wie Cécile nicht mehr en vogue und Frauen vom Kaliber Rosa Hexels für die Herrenwelt uninteressant, ist die logische Folge, dass die Männer des Romans andere Interessen in den Vordergrund ihres Alltagslebens stellen: St. Arnaud verbringt die meiste Zeit im Kasino beim Spiel, Gordon verplaudert viele Abende bei einem befreundeten Industriellen, und die beiden Berliner Touristen, die die Gesellschaft immer wieder beobachten und kommentieren, lassen statt der Stricknadel oder dem Stöpsel lieber Berlin leben.

## Frauenschicksale bei Fontane
Cécile gehört zu den tragischen Frauengestalten Fontanes, die an den gesellschaftlichen Gegebenheiten ihrer Zeit zugrunde gehen. Wie Effi Briest hat sie einen Gatten, der auf die seelische Verletzung, die ihm durch den Rivalen angetan wird, nicht anders als mit einer Duellforderung reagieren kann. Bei beiden steht dabei aber nicht in erster Linie der Eingriff in ihre ehelichen Rechte im Vordergrund, sondern sie folgen der gesellschaftlich für solche Fälle vorgesehenen Schablone – Innstetten, weil er sich in seinem Vertrauten Wüllersdorf unbedachterweise einen Mitwisser geschaffen hat und nun glaubt, nicht mehr anders reagieren zu können, ohne sich vor diesem lächerlich zu machen, St. Arnaud, weil er empört ist, dass Gordon die Anmaßung besessen hat, ihn zu provozieren. Für beide Frauen führt diese Reaktion ihrer Gatten in die Katastrophe und – auch bei Effi – letztlich in den Tod.
Wie über Effi, wie über Melanie van der Straaten, so ist auch über Céciles „Karriere“ in ihrer frühen Jugend entschieden worden, ohne dass sie die Folgen absehen und irgendwie eingreifen konnte. Erst nach dem ersten Duell St. Arnauds, als sie sich schuldig am Tode des Duellgegners fühlen musste, hat sie einen festen Entschluss gefasst: Nie wieder etwas gesellschaftlich Anfechtbares zu unternehmen und in ihrer Ehe mit St. Arnaud, obwohl diese sich nicht glücklich entwickelt, stets an ihre Pflichten zu denken. Doch obwohl sie sich, anders als etwa Effi, in der Ehe keiner Verfehlung schuldig macht, holt ihre Vergangenheit sie ein und sie ist ihrer Lage hilflos ausgeliefert. Auch Effi hat, allerdings erst nach ihrer Affäre mit Crampas, einen solchen Entschluss gefasst – auch dieser Entschluss ist zu spät gekommen. Melanies Entscheidung hingegen führt zwar zu einem offenen Bruch mit ihrem Mann und mit der Gesellschaft, dafür aber zu ihrem – freilich den Leser aus manchen Gründen nicht unbedingt überzeugenden – persönlichen Lebensglück.
Beides – privates Glück und Freiheit von Konflikten mit gesellschaftlichen Vorgaben – finden Fontanes Frauengestalten höchst selten. Korinna und Lene müssen in ihrer gesellschaftlichen Klasse verbleiben und Vernunftehen schließen, Stine muss es erleben, dass ihr adliger Verehrer, der sich mit den Gegebenheiten nicht abfinden kann, aus dem Leben scheidet, und wird daran vermutlich auch selber sterben, Mathilde Möhring und die Poggenpuhls verbringen ihr Leben ohne Partner und in dürftigen Verhältnissen. In Fontanes Frauenromanen wird nirgends eine direkte Anklage gegen diese Schicksale laut, dennoch ist die Kritik an den Zuständen, die diese Frauen das Lebensglück kosten, nicht zu überlesen.

## Preußen

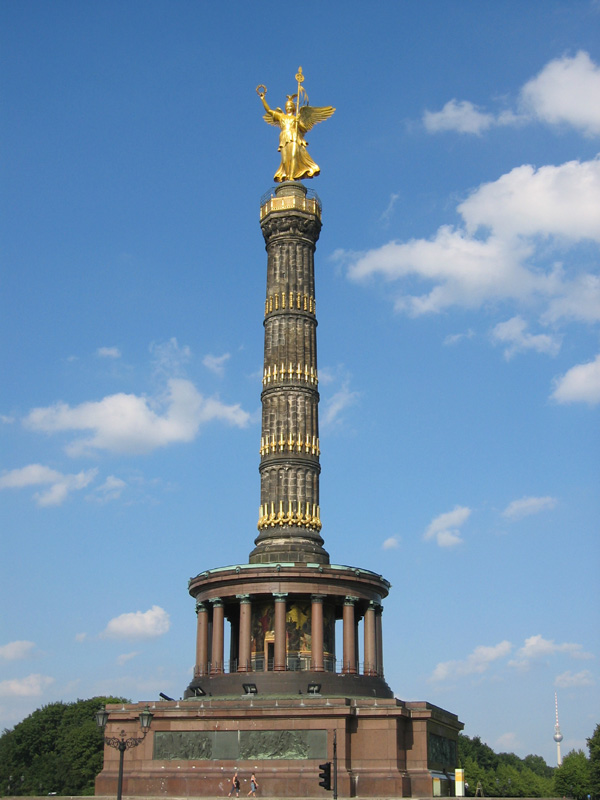
Siegessäule

Nicht nur in der Darstellung der Person Céciles, die in ihre Zeit nicht mehr passt, sondern in nahezu allen Gestalten des Romans zeigt sich ein Konflikt mit den preußischen Lebensbedingungen gegen Ende des 19. Jahrhunderts. Gleich zu Beginn des Romans weist Cécile kopfschüttelnd mit dem Sonnenschirm auf die Berliner Siegessäule, beim ersten Halt des Zuges in Potsdam, wo zahlreiche Militärs sich auf dem Bahnsteig aufhalten, werden die St. Arnauds mehr oder weniger geschnitten, und nicht nur St. Arnaud und Gordon haben den Abschied genommen und sich ins zivile Leben zurückgezogen, sondern z. B. auch der Präzeptor von Altenbrak, der seine Dienste nicht als genügend anerkannt empfunden hat, wohingegen der Emeritus „um Mümmelns willen“ vom Dienst suspendiert wurde, der Privatgelehrte offenbar überhaupt nie eine offizielle Anstellung erhalten hat und der unsympathische Hedemeyer längst „kaltgestellt“ wurde und diesen Zustand auch durch Schmeicheleien nicht mehr verändern kann.
Die Hauptpersonen des Buches heben sich damit von den Menschen ihrer Zeit ab, die immer „en masse“ und meist mit militärischem Drill auftreten, so etwa die Turner in Altenbrak. Ein weiteres Merkmal der Zeit ist die Jagd nach dem Geld (mit dem sowohl der Spieler St. Arnaud als auch der schuldenhalber aus der Armee ausgeschiedene Gordon offenbar nicht umgehen können). Infolgedessen ist der heilklimatische „Kurort“ Thale durch den Rauch einer Fabrik verpestet, und als Sehenswürdigkeit wird eine Emaillefabrik angeführt, in der wertloses Metall zum Glänzen gebracht wird. Auch die riesigen Blumenfelder der Umgebung dienen kommerziellen Zwecken.
Hinter diesen Neuerungen steckt hauptsächlich der Geschäftsgeist des emporkommenden Bürgertums, der einen Kontrast zum verblassenden Glanz des Adels darstellt. Auch dieser Gegensatz durchzieht als immer wiederkehrendes Motiv das Buch, etwa beim Gespräch über den in Quedlinburg unter menschenunwürdigen Bedingungen gefangengehaltenen Regensteiner:

„Die Bourgeoisie, die nie tief aus dem Becher der Humanität trank, war gerade damals von einer besonderen Abstinenz […]“

Auch die Schilderung der Besichtigung der Stadt selbst ist aufschlussreich: Die Büsten der durch eigene Leistungen emporgekommenen Bürgerlichen wie Klopstock im einst fürstlichen Brühl werden links liegen gelassen und zum Klopstockhaus fällt Cécile nur die Kritik an seiner grünen Farbe ein, die einen symbolträchtigen Kontrast zu der hauptsächlich roten Ausstattung des Schlosses bildet. Dieses Schloss ist für die Gesellschaft enttäuschend, weil außer den vornehmen roten Tapeten nichts von dem alten, „adeligen“ Glanz mehr vorhanden ist und der Kastellan also ständig nur auf die Vergangenheit verweisen kann.
Ein schlagendes Symbol des damaligen Preußens ist auch, dass ein weltbefahrener und moderner Ingenieur nicht umhin kann, sich einem hergebrachten Ritual, einem Duell, zu stellen, in dem er fällt.

## Farbsymbolik

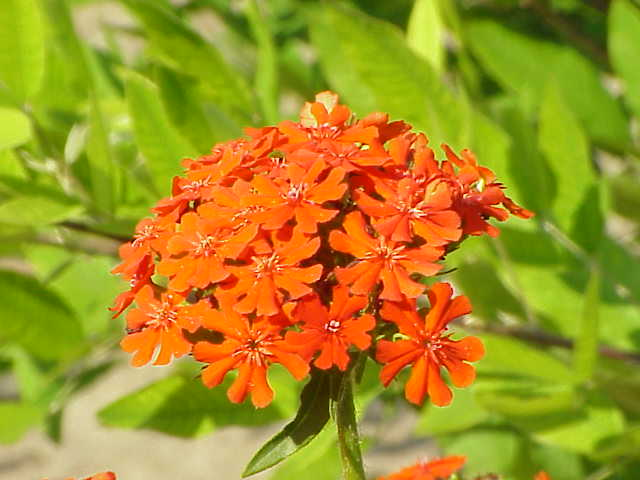
Brennende Liebe. Muss ich Ihnen sagen, meine Gnädigste, wie stark der Konsum ist?

Rot ist nicht nur die Farbe des untergehenden Adels, sondern – nicht nur bei Fontane – die Farbe der Liebe. In dieser Eigenschaft erscheint sie im Roman z. B., wenn von Blumen die Rede ist, indirekt aber auch im Namen der Malerin Rosa Hexel. Wie erwähnt, strahlt diese Dame keinen erotischen Reiz aus, infolgedessen ist es sicher kein Zufall, wenn Fontane ihr einen Vornamen gibt, der nicht nur an die Malerin Rosa Bonheur erinnert (ihr Spitzname ist Rosa Malheur, wie sie bei der ersten Begegnung auf der Roßtrappe sagt), sondern auch eine Bezeichnung für ein verblasstes, verwässertes, abgeschwächtes Rot ist. Eine weitere naheliegende Assoziation zur Farbe Rot ist das Thema „Blut“ und „Tod“, und tatsächlich sieht Cécile Gordon einmal im roten Schein der Abendsonne und deutet dies als böses Omen.

## Katholizismus
Cécile ist auch insofern der preußischen Gesellschaft, in der sie sich bewegt, ohne wirklich anerkannt zu sein, fremd, als sie als Katholikin aufgewachsen und offenbar erst später konvertiert ist. Im Tode wendet sie sich jedoch wieder ihrer ursprünglichen Konfession zu, wie sie in ihrem Abschiedsbrief an Hofprediger Dörffel schreibt:

„Jede Kirche hat reiche Gaben, und auch der Ihrigen verdank ich viel; die aber, darin ich geboren und großgezogen wurde, macht uns das Sterben leichter und bettet uns sanfter.“

Eine Hinwendung zum Katholizismus findet sich auch in Graf Petöfy, wo die Heldin Franziska, ursprünglich protestantisch, voller Reue über ihre Verfehlung und den Selbstmord ihres Gatten Trost in der katholischen Kirche sucht. Ebenfalls tröstlich und sogar ausschlaggebend für die Einstellung der Dienstbotin ist auch für Effi Briest der katholische Glaube Roswithas – sie sieht darin eine Gegenkraft zu dem gefürchteten Chinesenspuk im landrätlichen Haus.
Wer in Fontanes Romanen nicht trostbedürftig ist und nicht der Dienstbotensphäre entstammt, der ist und wird in aller Regel auch nicht katholisch. St. Arnaud schreibt seiner Frau taktloser Weise in dem Brief nach dem Duell:

„Im übrigen wird es gut sein, wenn Dich Marie begleitet, die hier, was ihr den Abschied von Fritz vielleicht erleichtert, das Katholische näher und bequemer hat als in Berlin.“

Und Frau Dörr erklärt die Einsamkeit in der Gärtnerei für so schlimm, dass es gar „zum kattolsch werden“ sei – woran deutlich zu erkennen ist, dass im Berlin der Zeit Céciles der Katholizismus als etwas überaus Fernliegendes und geradezu Exotisches gesehen wird.

## Historische Hintergründe

### Geschichte

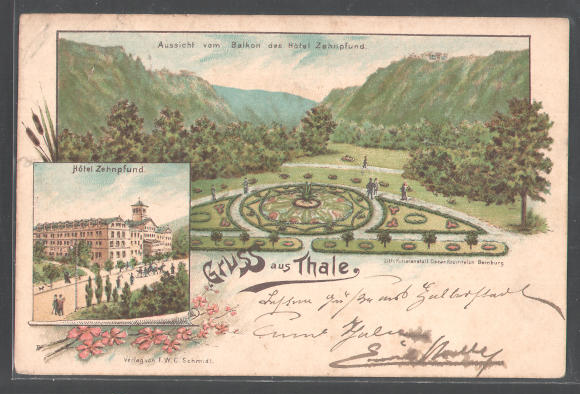
Der Blick vom Hotelbalkon in Thale

1882 hatte Fontane von einem  Beinahe-Duell zwischen dem  jungen Offizier Graf Friedrich zu Eulenburg und dessen Vorgesetzten Graf Alten erfahren. Eulenburg wollte Clara, die Tochter des Zeitschriftenverlegers Ludwig von Schaeffer-Voit heiraten, der als Bürgerlicher in den preußischen Adelsstand erhoben worden war. Diese Verbindung galt aber in den adligen Offizierskreisen offenbar nicht als standesgemäß, die Glückwünsche an den jungen Bräutigam blieben aus. Daraufhin beschwerte sich dieser bei seinem Vorgesetzten. Der soll darauf geantwortet haben: „Lieber Eulenburg, solche Damen liebt man, aber heiratet man nicht.“ Daraufhin forderte der Geschmähte ein Duell. Dieses wurde letztendlich abgewendet, aber der Vater Ludwig von Schaeffer-Voit wandte sich deswegen noch an den Kaiser mit der Bitte, sein geschädigtes Ansehen wieder herzustellen. Die Ehe konnte stattfinden, sie wurde aber nach einigen Jahren wieder geschieden.

### Orte und Personen
Die detailgenau beschriebenen Schauplätze des Romans kannte Fontane sehr genau aus eigener Anschauung. Im Hotel Zehnpfund – das übrigens heute noch, wenn auch als Sanierungsobjekt, existiert – hat er mehrfach gewohnt. 1884 hielt er sich drei Wochen lang, diesmal allerdings in einem anderen Quartier, in Thale auf.
Aus seinen Briefen an seine Familie geht hervor, dass er verschiedene Personen und Situationen, die ihm in dieser Zeit ins Auge fielen, nahezu unverändert in sein Werk übernommen hat, so zum Beispiel den alten „Rodensteiner“ und dessen Tochter, die die Schmerlen auftischten, die im Buch Anlass zu einem Leberreimwettkampf geben. Auch diese Fische hat Fontane im Dienste des Romans gekostet – am 22. Juni 1884.
Weniger ausführlich beschrieben, aber ebenfalls historisch belegt sind die Hotels, in denen Gordon aus beruflichen Gründen Station macht. In Bremen ist dies das 1847 erbaute Hotel Hillmann, das zur Zeit der Romanhandlung als vornehmstes Hotel in der Bremer Bahnhofsvorstadt galt und sich an der Stelle befand, an der heute ein Mariott-Hotel steht. In Berlin wohnt Gordon im ebenfalls luxuriösen Hôtel du Parc.

## Ausgaben
- Theodor Fontane: Cécile. Hrsg. von Hans-Joachim Funke und Christine Hehle. Berlin 2000 (Große Brandenburger Ausgabe, Das erzählerische Werk, Bd. 9), ISBN 3-351-03121-1.